# Премия AVN лучшей исполнительнице года
Премия AVN лучшей исполнительнице года (англ. AVN Award for Female Performer of the Year) — ежегодная награда, вручаемая в январе в Лас-Вегасе, Невада на церемонии AVN Awards. Вручается лучшей актрисе по итогам работ за предыдущий год (как и все прочие номинации AVN Awards). Премия была учреждена в 1993 году.

## Лауреаты и номинанты

### 1990-е годы
| Церемония/Год | Фото лауреата | Лауреат       | Номинанты |
| ------------- | ------------- | ------------- | --------- |
| 10-я (1993)   |               | Эшлин Гир     |           |
| 11-я (1994)   |               | Деби Даймонд  |           |
| 12-я (1995)   |               | Азия Каррера  |           |
| 13-я (1996)   |               | Кейтлин Эшли  |           |
| 14-я (1997)   |               | Мисси         |           |
| 15-я (1998)   |               | Стефани Свифт |           |
| 16-я (1999)   |               | Хлоя          |           |

### 2000-е годы
| Церемония/Год | Фото лауреата | Лауреат        | Номинанты |
| ------------- | ------------- | -------------- | --- |
| 17-я (2000)   |               | Инари Вэш      | Александра Силк Алиша Класс Моник Рэйлин Сабрина Джонсон Серенити Стефани Свифт Хлоя |
| 18-я (2001)   |               | Джуэл Де’Найл  | Ава Винсент Александра Куинн Бриджитт Керков Джессика Дарлин Ди Инари Вэш Кристи Мист Серенити Сидни Стил Шелби Майн                                                                            |
| 19-я (2002)   |               | Никита Дениз   | Ава Винсент Бриджитт Керков Джуэл Де’Найл Моник Серенити Сидни Стил Тейлор Сент-Клэр Хлоя |
| 20-я (2003)   |               | Аврора Сноу    | Белладонна Бриана Бэнкс Девин Лейн Джессика Дрейк Джоди Мур Джуэл Де’Найл Калли Кокс Мишель Рэйвен Никита Дениз Николь Шеридан Обсешн Оливия Сэйнт Сидни Стил Тейлор Сент-Клэр Эйприл Флауэрс   |
| 21-я (2004)   |               | Эшли Блу       | Аврора Сноу Белладонна Бриджитт Керков Девин Лейн Джессика Дарлин Джина Линн Джуэл Де’Найл Кармен Лувана Моник Оливия Дель Рио Саванна Сэмсон Санрайз Адамс Тэйлор Рэйн Эшли Лонг               |
| 22-я (2005)   |               | Лорен Феникс   | Алисия Родс Анжелика Костелло Ариана Джолли Джейна Осо Джессика Дрейк Джина Линн Джули Найт Катрина Крэйвен Катя Кассин Саванна Сэмсон Синди Кроуфорд Тэйлор Рэйн Цитерия Эшли Блу              |
| 23-я (2006)   |               | Одри Холландер | Анжелика Костелло Ариана Джолли Бриттни Скай Джада Файер Джиа Палома Диллан Лорен Лорен Феникс Мелисса Лорен Мисси Монро Никки Хантер Рокси Джезель Сандра Ромейн Тэйлор Рэйн Флауэр Туччи      |
| 24-я (2007)   |               | Хиллари Скотт  | Белладонна Джада Файер Джасмин Бирн Дженна Хейз Кимберли Кейн Кинзи Кеннер Мэри Лав Рокси Джезель Сандра Ромейн Санни Лейн Сатива Роуз Тори Лейн Флауэр Туччи Шай Лав                           |
| 25-я (2008)   |               | Саша Грей      | Аннетт Шварц Брианна Лав Джада Файер Дженна Хейз Джесси Джейн Кирстен Прайс Кортни Каммз Моник Александр Ребека Линарес Саванна Сэмсон Санни Лейн Сторми Дэниелс Хиллари Скотт Эми Рид          |
| 26-я (2009)   |               | Дженна Хейз    | Алексис Тексас Белладонна Бобби Старр Дженни Хендрикс Джесси Джейн Джессика Дрейк Джианна Майклз Кайден Кросс Мэри Лав Ребека Линарес Рокси Девиль Санни Лейн Санни Леоне Саша Грей Эшлинн Брук |

### 2010-е годы
| Церемония/Год | Фото лауреата | Лауреат          | Номинанты |
| ------------- | ------------- | ---------------- | --- |
| 27-я (2010)   |               | Тори Блэк (1)    | Белладонна Бобби Старр Дана Деармонд Дженна Хейз Джесси Джейн Кайден Кросс Кристина Роуз Лекси Белл Мисти Стоун Никки Роудс Чейси Эванс Эмбер Рэйн Энн Мари Риос Эшлинн Брук                                                                          |
| 28-я (2011)   |               | Тори Блэк (2)    | Алексис Тексас Аса Акира Бобби Старр Дженна Хейз Кайден Кросс Кимберли Кейн Кристина Роуз Кэгни Линн Картер Лекси Белл Мисти Стоун Моник Александр Фэй Рейган Энди Сан Димас                                                                          |
| 29-я (2012)   |               | Бобби Старр      | Алексис Тексас Аса Акира Грейси Глэм Дана Деармонд Джесси Джейн Кайден Кросс Кимберли Кейн Кристина Роуз Кэгни Линн Картер Лекси Белл Лили Лабеу Феникс Мари Шанель Престон Элли Хейз Энди Сан Димас                                                  |
| 30-я (2013)   |               | Аса Акира        | Алексис Тексас Бобби Старр Бруклин Ли Грейси Глэм Дана Деармонд Джада Стивенс Джесси Эндрюс Ева Анджелина Кайден Кросс Кристина Роуз Лекси Белл Лили Картер Лили Лабеу Мисти Стоун Саманта Сэйнт Скин Даймонд Шанель Престон Элли Хейз Энди Сан Димас |
| 31-я (2014)   |               | Бонни Роттен     | Анника Элбрайт Аса Акира Бэйли Блю Дана Деармонд Джада Стивенс Дэни Дэниелс Мэдди О’Райли Райли Рид Реми Лакруа Саманта Сэйнт Скин Даймонд Шанель Престон Шина Шоу Элли Хейз                                                                          |
| 32-я (2015)   |               | Анника Элбрайт   | Адриана Чечик Бонни Роттен Верука Джеймс Далия Скай Джада Стивенс Джоди Тейлор Дэни Дэниелс Зои Монро Мэдди О’Райли Райли Рид Роми Рэйн Скин Даймонд Шанель Престон Эй Джей Эпплгейт                                                                  |
| 33-я (2016)   |               | Райли Рид        | Адриана Чечик Аидра Фокс Анника Элбрайт Вики Чейз Джиллиан Джансон Дэни Дэниелс Ева Ловия Картер Круз Кейша Грей Клейо Валентьен Мэдди О’Райли Огаст Эймс Роми Рэйн Эй Джей Эпплгейт                                                                  |
| 34-я (2017)   |               | Адриана Чечик    | Абелла Дейнджер Аидра Фокс Анника Элбрайт Вероника Родригес Вики Чейз Джиллиан Джансон Катрина Джейд Кейша Грей Меган Рэйн Огаст Эймс Райли Рид Сара Лав Шанель Харт Эй Джей Эпплгейт                                                                 |
| 35-я (2018)   |               | Анджела Уайт (1) | Абелла Дейнджер Адриана Чечик Аидра Фокс Джесса Роудс Джина Валентина Ева Ловия Катрина Джейд Кейша Грей Лана Роудс Наталья Старр Огаст Эймс Райли Рид Холли Хендрикс Эльза Джин                                                                      |
| 36-я (2019)   |               | Анджела Уайт (2) | Абелла Дейнджер Адриана Чечик Ариана Мари Джилл Кэссиди Джина Валентина Катрина Джейд Кира Нуар Кисса Синс Кристен Скотт Райли Рид Уитни Райт Хани Голд Эбигейл Мэк Эльза Джин                                                                        |

### 2020-е годы
| Церемония/Год | Фото лауреата | Лауреат          | Номинанты |
| ------------- | ------------- | ---------------- | --- |
| 37-я (2020)   |               | Анджела Уайт (3) | Абелла Дейнджер Адриана Чечик Алина Лопес Ана Фокс Джейн Уайлд Джоанна Энджел Карма Рекс Кензи Ривз Кира Нуар Кристен Скотт Райли Рид Уитни Райт Эбигейл Мэк Эмили Уиллис    |
| 38-я (2021)   |               | Эмили Уиллис     | Абелла Дейнджер Адриана Чечик Алина Лопес Ана Фокс Анджела Уайт Джейн Уайлд Джиа Дерза Джианна Диор Кайлер Куинн Кензи Ривз Кенна Джеймс Кира Нуар Наоми Суонн Эмма Хикс     |
| 39-я (2022)   |               | Джианна Диор     | Айден Эшли Алексис Тэй Анджела Уайт Ванна Бардо Джейн Уайлд Джиа Дерза Кензи Ривз Кенна Джеймс Кира Нуар Лулу Чу Скарлит Скандал Эйвери Кристи Эмили Уиллис Эмма Хикс        |
| 40-я (2023)   |               | Кира Нуар        | Айден Эшли Алексис Тэй Ана Фокс Анджела Уайт Анна Клэр Клаудс Блейк Блоссом Ванна Бардо Джейн Уайлд Джианна Диор Кенна Джеймс Лилли Белл Мэдди Мэй Саванна Бонд Эйприл Олсен |
| 41-я (2024)   |               | Ванна Бардо      | Алексис Тэй Ана Фокс Анджела Уайт Анна Клэр Клаудс Блейк Блоссом Дженнифер Уайт Кайли Рокет Кира Нуар Лиз Джордан Лилли Белл Лулу Чу Мэдди Мэй Николь Доши Энджел Янгс       |
| 42-я (2025)   |               | Анна Клэр Клаудс | Анджела Уайт Блейк Блоссом Ванна Бардо Дженнифер Уайт Джуэлз Блу Кира Нуар Лиз Джордан Лилли Белл Николь Доши Октавия Рэд Уиллоу Райдер Черри Кисс Шанель Камрин Энджел Янгс |